# Fontanelles (Santa Eugènia de Berga)
|  | Per a altres significats, vegeu «Fontanelles». |

Fontanelles és una masia al terme municipal de Santa Eugènia de Berga (Osona) inclosa a l'Inventari del Patrimoni Arquitectònic de Catalunya. Masia de planta rectangular amb el carener paral·lel a la façana, en la qual hi ha un portal de grosses dovelles i dues finestres de forma goticitzant datades al segle xvi i XVII. Hi ha un cos annex construït posteriorment amb un doble pis de galeries a la part esquerra de la façana, i unes corts o quadres i altres dependències per l'activitat agrícola entorn d'una lliça tancada per un portal. Els materials constructius són la pedra picada, arrebossada recentment. A la part del darrere hi ha un oratori públic dedicat a Santa Beneta.
El mas és documentat des del segle xiii. Segons notícies extretes dels llibres de l'arxiu parroquial de Santa Eugènia, iniciat el 10 de novembre de 1608, la consueta vella i un extracte de Plantalamor, entre les possessions del mas Fontelles hi havia el mas Prixana, Rosa i Traslocoll de Sant Marc. Del mas Fontanelles en van sortir al segle xix un canonge i dos sacerdots. Actualment continua sent propietat dels descendents de la família tradicional, tot i que s'ha perdut el cognom antic.